# Municipio de Odessa (Dakota del Sur)
El municipio de Odessa (en inglés: Odessa Township) es un municipio ubicado en el condado de Edmunds en el estado estadounidense de Dakota del Sur. En el año 2010 tenía una población de 23 habitantes y una densidad poblacional de 0,25 personas por km².

## Geografía
El municipio de Odessa se encuentra ubicado en las coordenadas 45°22′8″N 99°36′58″O / 45.36889, -99.61611. Según la Oficina del Censo de los Estados Unidos, el municipio tiene una superficie total de 93.18 km², de la cual 90,59 km² corresponden a tierra firme y (2,78 %) 2,59 km² es agua.

## Demografía
Según el censo de 2010, había 23 personas residiendo en el municipio de Odessa. La densidad de población era de 0,25 hab./km². De los 23 habitantes, el municipio de Odessa estaba compuesto por el 95,65 % blancos, el 4,35 % eran afroamericanos. Del total de la población el 0 % eran hispanos o latinos de cualquier raza.